# Сеносъбирач на Козлов
Сеносъбирач на Козлов (Ochotona koslowi) е вид бозайник от семейство Пики (Ochotonidae). Видът е застрашен от изчезване.

## Разпространение
Разпространен е в Китай (Синдзян и Цинхай).